# Cymbalophora posteripunctata
Cymbalophora posteripunctata là một loài bướm đêm thuộc phân họ Arctiinae, họ Erebidae.